# Richard Augustin
Richard Augustin (* 13. května 1975) je současný evropský malíř a designér. Narodil se v České republice v roce 1975, kořeny zapustil také na španělské Mallorce a v indické Goe, kde provozuje své umělecké ateliéry.

## Život
Augustin je umělecký autodidakt. Původním vzděláním technický inženýr, jako grafik a art director dlouhodobě působil v řadě evropských vydavatelstvích. Postupně experimentoval s fotografií, filmovou tvorbou a malbou. Roku 2002 uspořádal první autorskou výstavu, jeho obrazy se následně dostaly do soukromých galerií. V roce 2008 otevřel první Studio Augustin na pronajaté faře v Pyšelích, která se záhy stala vyhledávaným kulturním a společenským centrem. Během českého předsednictví v radě EU v roce 2009 vystavoval v Evropském parlamentu souběžně s Davidem Černým a jeho Entropou. Absolvoval tvůrčí pobyty ve Francii a Španělsku společně s Miroslavem Jiránkem, Bohumilem Eliášem, Romanem Brichcínem, Tomášem Hřivnáčem a dalšími osobnostmi kolem pražské galerie La Femme. V roce 2013 uspořádal pop-artovou výstavu v indické galerii Gitanjali (Panaji, Goa), do jeho tvorby vstoupil vliv Indie a východních kultur. V roce 2015 se přesunul na španělskou Mallorku, kde otevřel vlastní studio a galerii. Augustinovy obrazy se postupně dostaly do soukromých sbírek na všech pěti kontinentech, v roce 2021 otevřel Augustin studio v pražských Nuslích.

## Dílo

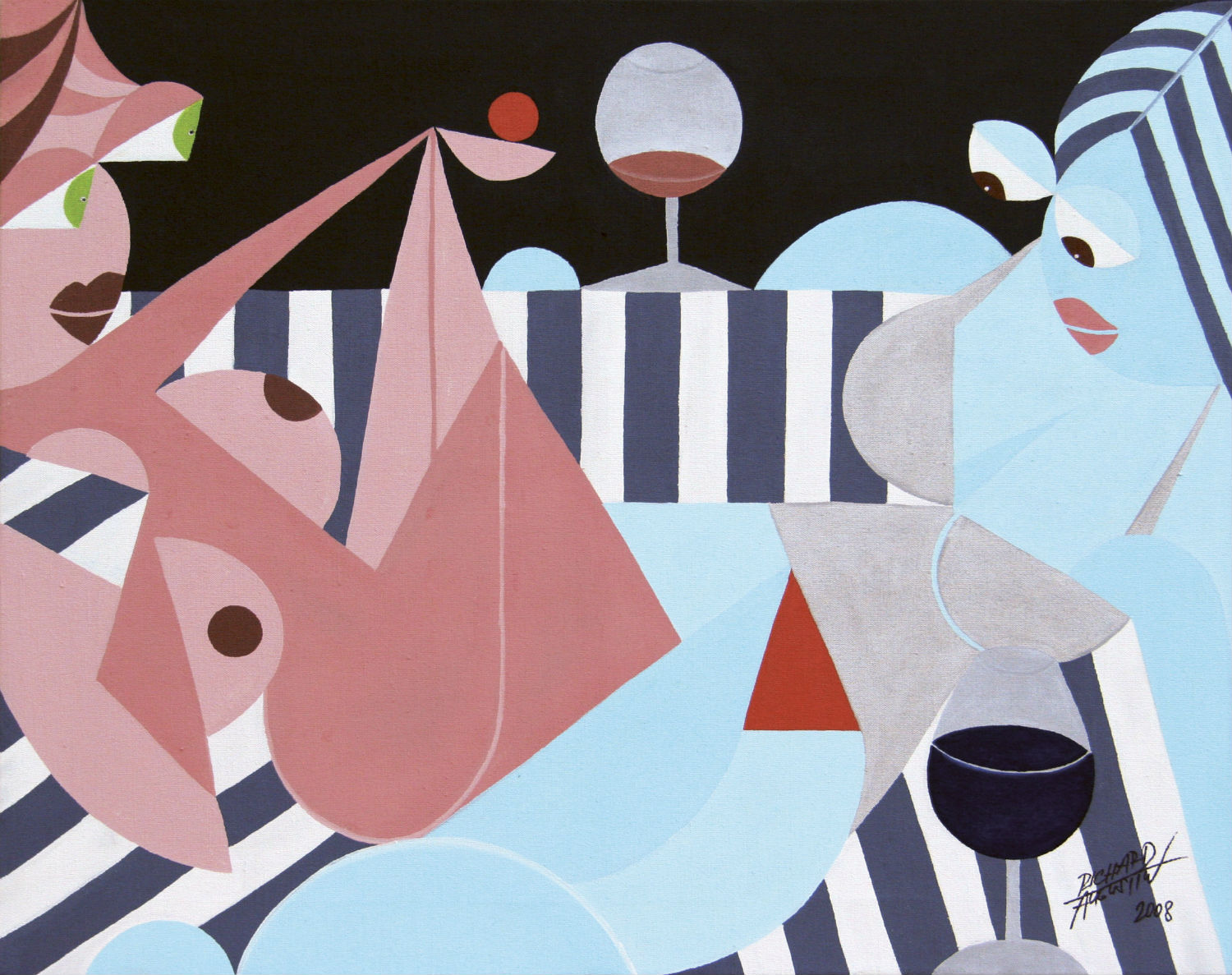
Catherine and Elis by Augustin, 2008

### Originální tvorba
Augustin je charakteristický převážně figurálními obrazy, které sám nazývá LIFE. Nezapře inspiraci kubismem či moderním grafickým designem.

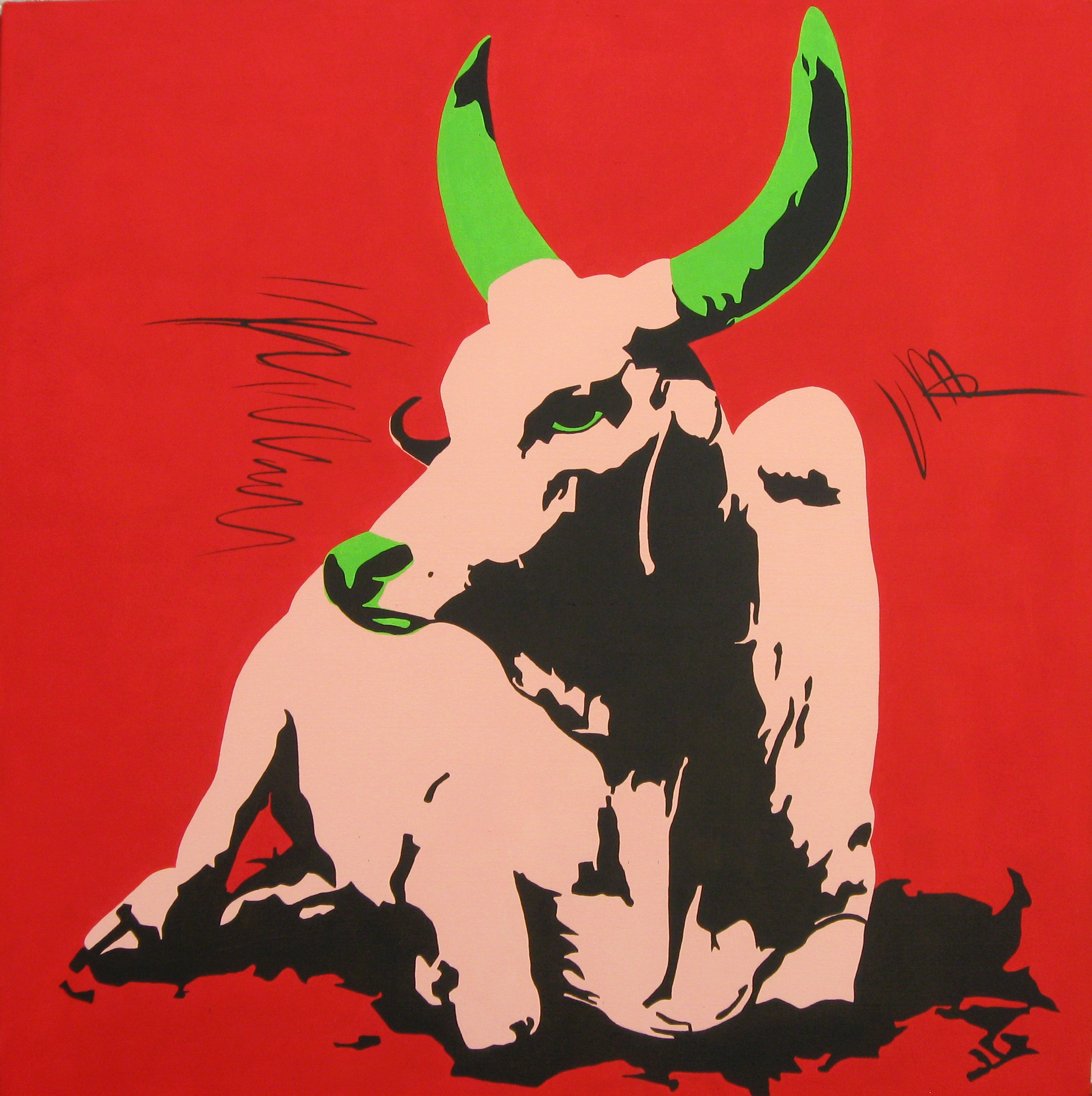
Holy Cow by Augustin, 2013

### Pop Art
Augustinovy POP obrazy a serigrafie přiznávají inspiraci dílem Andyho Warhola, s nímž má autor společné kořeny a umělecký přístup. Augustin volí témata, která na Warholovo dílo navazují a dále jej rozvíjí populárními motivy známých osobností, zvířat, zápalek, poštovních známek či bankovek.